# شهرستان شیدیان
شهرستان شیدیان (به لاتین: Shidian County) یک شهرستان‌های جمهوری خلق چین در چین است که در باوشان، یوننان واقع شده‌است. شهرستان شیدیان ۲٬۰۰۹ کیلومتر مربع مساحت و ۳۳۰٬۰۰۰ نفر جمعیت دارد.